# Mark Knowles
Mark Knowles (Nassau, 4 settembre 1971) è un allenatore di tennis ed ex tennista bahamense, ex numero 1 della classifica mondiale di doppio maschile di tennis. In singolare ha raggiunto la 96ª posizione.

## Carriera
Ha giocato nel circuito ATP per oltre vent'anni, vincendo un totale di cinquantacinque titoli nel doppio maschile, tra cui spiccano tre tornei del Grande Slam conquistati in coppia col canadese Daniel Nestor.
Durante gli US Open 2012 ha annunciato che lo Slam statunitense è stato il suo ultimo torneo, lasciando così il tennis professionistico all'età di 41 anni. Nonostante ciò ha giocato saltuariamente alcuni tornei fino al 2016.
Ha preso parte a due edizioni olimpiche: nel 1996 in singolare, dove è uscito al primo turno; e nel 2000 in doppio, dove è arrivato ai quarti di finale.

## Statistiche

### Doppio

#### Vittorie (55)
| Legenda                                                    |
| Grande Slam (3)                                            |
| Tennis Masters Cup / ATP World Tour Finals (1)             |
| Masters Series / ATP World Tour Master 1000 (17)           |
| International Series Gold / ATP World Tour 500 Series (15) |
| International Series / ATP World Tour 250 Series (19)      |

| Numero | Data              | Torneo                                                        | Superficie    | Compagno        | Avversari in finale                   | Punteggio           |
| 1.     | 2 agosto 1993     | Canada Masters, Montréal (1)                                  | Cemento       | Jim Courier     | Glenn Michibata David Pate            | 6–4, 7–6            |
| 2.     | 19 settembre 1994 | Colombia Open, Bogotá                                         | Terra rossa   | Daniel Nestor   | Luke Jensen Murphy Jensen             | 6–4, 7–6            |
| 3.     | 17 aprile 1995    | Japan Open Tennis Championships, Tokyo                        | Cemento       | Jonathan Stark  | John Fitzgerald Anders Järryd         | 6–3, 3–6, 7–6       |
| 4.     | 21 agosto 1995    | RCA Championships, Indianapolis (1)                           | Cemento       | Daniel Nestor   | Scott Davis Todd Martin               | 6–4, 6–4            |
| 5.     | 8 gennaio 1996    | Qatar Open, Doha (1)                                          | Cemento       | Daniel Nestor   | Jacco Eltingh Paul Haarhuis           | 7–6, 6–3            |
| 6.     | 5 febbraio 1996   | Shanghai Open, Shanghai                                       | Sintetico     | Roger Smith     | Jim Grabb Michael Tebbutt             | 4–6, 6–2, 7–6       |
| 7.     | 26 febbraio 1996  | U.S. National Indoor Tennis Championships, Memphis (1)        | Cemento (i)   | Daniel Nestor   | Todd Woodbridge Mark Woodforde        | 6–4, 7–5            |
| 8.     | 13 maggio 1996    | Hamburg Masters, Amburgo (1)                                  | Terra rossa   | Daniel Nestor   | Guy Forget Jakob Hlasek               | 6–2, 6–4            |
| 9.     | 12 agosto 1996    | Cincinnati Masters, Cincinnati (1)                            | Cemento       | Daniel Nestor   | Sandon Stolle Cyril Suk               | 3–6, 6–3, 6–4       |
| 10.    | 17 marzo 1997     | Indian Wells Masters, Indian Wells (1)                        | Cemento       | Daniel Nestor   | Mark Philippoussis Patrick Rafter     | 7–6, 4–6, 7–5       |
| 11.    | 19 maggio 1997    | Internazionali d'Italia, Roma (1)                             | Terra rossa   | Daniel Nestor   | Byron Black Alex O'Brien              | 6–3, 4–6, 7–5       |
| 12.    | 17 agosto 1998    | Cincinnati Masters, Cincinnati (2)                            | Cemento       | Daniel Nestor   | Olivier Delaître Fabrice Santoro      | 6–1, 2–1, rit.      |
| 13.    | 10 gennaio 2000   | Qatar Open, Doha (2)                                          | Cemento       | Max Mirnyi      | Alex O'Brien Jared Palmer             | 6–3, 6–4            |
| 14.    | 27 novembre 2000  | Stockholm Open, Stoccolma                                     | Cemento (i)   | Daniel Nestor   | Petr Pála Pavel Vízner                | 6–3, 6–2            |
| 15.    | 8 gennaio 2001    | Qatar Open, Doha (3)                                          | Cemento       | Daniel Nestor   | Juan Balcells Andrei Olhovskiy        | 6–3, 6–1            |
| 16.    | 5 marzo 2001      | Pacific Coast Championships, San Jose (1)                     | Cemento (i)   | Brian MacPhie   | Jan-Michael Gambill Jonathan Stark    | 6–3, 7–6(4)         |
| 17.    | 20 agosto 2001    | RCA Championships, Indianapolis (2)                           | Cemento       | Brian MacPhie   | Mahesh Bhupathi Sébastien Lareau      | 7–6(5), 5–7, 6–4    |
| 18.    | 28 gennaio 2002   | Australian Open, Melbourne                                    | Cemento       | Daniel Nestor   | Michaël Llodra Fabrice Santoro        | 7–6(4), 6–3         |
| 19.    | 4 marzo 2002      | Dubai Tennis Championships, Dubai (1)                         | Cemento       | Daniel Nestor   | Joshua Eagle Sandon Stolle            | 3–6, 6–3, [13–11]   |
| 20.    | 18 marzo 2002     | Indian Wells Masters, Indian Wells (2)                        | Cemento       | Daniel Nestor   | Roger Federer Max Mirnyi              | 6–4, 6–4            |
| 21.    | 1 aprile 2002     | Miami Open, Miami                                             | Cemento       | Daniel Nestor   | Donald Johnson Jared Palmer           | 6–3, 3–6, 6–1       |
| 22.    | 24 giugno 2002    | Nottingham Open, Nottingham                                   | Erba          | Mike Bryan      | Donald Johnson Jared Palmer           | 0–6, 7–6(3), 6–4    |
| 23.    | 19 agosto 2002    | RCA Championships, Indianapolis (3)                           | Cemento       | Daniel Nestor   | Mahesh Bhupathi Max Mirnyi            | 7–6(4), 6(5)–7, 6–4 |
| 24.    | 21 ottobre 2002   | Madrid Open, Madrid (1)                                       | Cemento (i)   | Daniel Nestor   | Mahesh Bhupathi Max Mirnyi            | 6–3, 7–5, 6–0       |
| 25.    | 24 febbraio 2003  | U.S. National Indoor Tennis Championships, Memphis (2)        | Cemento (i)   | Daniel Nestor   | Bob Bryan Mike Bryan                  | 6–2, 7–6(3)         |
| 26.    | 3 marzo 2003      | Abierto Mexicano TELCEL, Acapulco                             | Terra rossa   | Daniel Nestor   | David Ferrer Fernando Vicente         | 6–3, 6–3            |
| 27.    | 28 aprile 2003    | U.S. Men's Clay Court Championships, Houston (1)              | Terra rossa   | Daniel Nestor   | Jan-Michael Gambill Graydon Oliver    | 6–4, 6–3            |
| 28.    | 19 maggio 2003    | Hamburg Masters, Amburgo (2)                                  | Terra rossa   | Daniel Nestor   | Mahesh Bhupathi Max Mirnyi            | 6–4, 7–6(10)        |
| 29.    | 16 giugno 2003    | Queen's Club Championships, Londra (1)                        | Erba          | Daniel Nestor   | Mahesh Bhupathi Max Mirnyi            | 5–7, 6–4, 7–6(3)    |
| 30.    | 27 ottobre 2003   | Swiss Indoors, Basilea (1)                                    | Sintetico (i) | Daniel Nestor   | Lucas Arnold Ker Mariano Hood         | 6–4, 6–2            |
| 31.    | 1 marzo 2004      | Marseille Open, Marsiglia                                     | Cemento (i)   | Daniel Nestor   | Martin Damm Cyril Suk                 | 7–5, 6–3            |
| 32.    | 3 maggio 2004     | Barcelona Open, Barcellona (1)                                | Terra rossa   | Daniel Nestor   | Mariano Hood Sebastián Prieto         | 4–6, 6–3, 6–4       |
| 33.    | 9 agosto 2004     | Cincinnati Masters, Cincinnati (3)                            | Cemento       | Daniel Nestor   | Jonas Björkman Todd Woodbridge        | 6–2, 3–6, 6–3       |
| 34.    | 13 settembre 2004 | US Open, New York                                             | Cemento       | Daniel Nestor   | Leander Paes David Rikl               | 6–3, 6–3            |
| 35.    | 25 ottobre 2004   | Madrid Open, Madrid (2)                                       | Cemento (i)   | Daniel Nestor   | Bob Bryan Mike Bryan                  | 6–3, 6–4            |
| 36.    | 21 marzo 2005     | Indian Wells Masters, Indian Wells (3)                        | Cemento       | Daniel Nestor   | Wayne Arthurs Paul Hanley             | 7–6(6), 7–6(2)      |
| 37.    | 25 aprile 2005    | U.S. Men's Clay Court Championships, Houston (2)              | Terra rossa   | Daniel Nestor   | Martín García Luis Horna              | 6–3, 6–4            |
| 38.    | 17 ottobre 2005   | Vienna Open, Vienna                                           | Cemento (i)   | Daniel Nestor   | Jonathan Erlich Andy Ram              | 5–3, 5–4(2)         |
| 39.    | 24 ottobre 2005   | Madrid Open, Madrid (3)                                       | Cemento (i)   | Daniel Nestor   | Leander Paes Nenad Zimonjić           | 3–6, 6–3, 6–2       |
| 40.    | 6 febbraio 2006   | Delray Beach International Tennis Championships, Delray Beach | Cemento       | Daniel Nestor   | Chris Haggard Wesley Moodie           | 6–2, 6–3            |
| 41.    | 20 marzo 2006     | Indian Wells Masters, Indian Wells (4)                        | Cemento       | Daniel Nestor   | Bob Bryan Mike Bryan                  | 6–4, 6–4            |
| 42.    | 1 maggio 2006     | Barcelona Open, Barcellona (2)                                | Terra rossa   | Daniel Nestor   | Mariusz Fyrstenberg Marcin Matkowski  | 6–2, 6(4)–7, [10–5] |
| 43.    | 15 maggio 2006    | Internazionali d'Italia, Roma (2)                             | Terra rossa   | Daniel Nestor   | Jonathan Erlich Andy Ram              | 6–4, 5–7, [13–11]   |
| 44.    | 30 ottobre 2006   | Swiss Indoors, Basilea (2)                                    | Sintetico (i) | Daniel Nestor   | Mariusz Fyrstenberg Marcin Matkowski  | 4–6, 6–4, [10–8]    |
| 45.    | 11 giugno 2007    | Open di Francia, Parigi                                       | Terra rossa   | Daniel Nestor   | Lukáš Dlouhý Pavel Vízner             | 2–6, 6–3, 6–4       |
| 46.    | 17 giugno 2007    | Queen's Club Championships, Londra (2)                        | Erba          | Daniel Nestor   | Bob Bryan Mike Bryan                  | 7–6(4), 7–5         |
| 47.    | 18 novembre 2007  | Tennis Masters Cup, Shanghai                                  | Cemento (i)   | Daniel Nestor   | Simon Aspelin Julian Knowle           | 6–2, 6–3            |
| 48.    | 2 marzo 2008      | U.S. National Indoor Tennis Championships, Memphis (3)        | Cemento (i)   | Mahesh Bhupathi | Sanchai Ratiwatana Sonchat Ratiwatana | 7–6(5), 6–2         |
| 49.    | 8 marzo 2008      | Dubai Tennis Championships, Dubai (2)                         | Cemento       | Mahesh Bhupathi | Martin Damm Pavel Vízner              | 7–5, 7–6(7)         |
| 50.    | 18 ottobre 2008   | Swiss Indoors, Basilea (3)                                    | Sintetico     | Mahesh Bhupathi | Christopher Kas Philipp Kohlschreiber | 6–3, 6–3            |
| 51.    | 22 febbraio 2009  | U.S. National Indoor Tennis Championships, Memphis (4)        | Cemento (i)   | Mardy Fish      | Travis Parrott Filip Polášek          | 7–6(7), 6–1         |
| 52.    | 16 agosto 2009    | Canadian Open, Montréal (2)                                   | Cemento       | Mahesh Bhupathi | Max Mirnyi Andy Ram                   | 6–4, 6–3            |
| 53.    | 8 agosto 2010     | Legg Mason Tennis Classic, Washington                         | Cemento       | Mardy Fish      | Tomáš Berdych Radek Štěpánek          | 4–6, 7–6(7), [10–7] |
| 54.    | 31 luglio 2011    | Los Angeles Open, Los Angeles                                 | Cemento       | Xavier Malisse  | Somdev Devvarman Treat Conrad Huey    | 7–6(3), 7–6(10)     |
| 55.    | 19 febbraio 2012  | Pacific Coast Championships, San Jose (2)                     | Cemento (i)   | Xavier Malisse  | Kevin Anderson Frank Moser            | 6–4, 1–6, [10–5]    |

#### Finali perse (44)
| Numero | Data              | Torneo                                       | Superficie  | Compagno         | Avversari in finale                  | Punteggio             |
| 1.     | 21 marzo 1994     | Miami Masters, Miami                         | Cemento     | Jared Palmer     | Jacco Eltingh Paul Haarhuis          | 6–7, 6–7              |
| 2.     | 30 gennaio 1995   | Australian Open, Melbourne                   | Cemento     | Daniel Nestor    | Jared Palmer Richey Reneberg         | 3–6, 6–3, 3–6, 2–6    |
| 3.     | 14 agosto 1995    | Cincinnati Masters, Cincinnati               | Cemento     | Daniel Nestor    | Todd Woodbridge Mark Woodforde       | 2–6, 0–3, rit.        |
| 4.     | 22 aprile 1996    | Japan Open Tennis Championships, Tokyo       | Cemento     | Rick Leach       | Todd Woodbridge Mark Woodforde       | 2–6, 3–6              |
| 5.     | 26 agosto 1996    | Canada Masters, Toronto                      | Cemento     | Daniel Nestor    | Patrick Galbraith Paul Haarhuis      | 6–7, 3–6              |
| 6.     | 17 febbraio 1997  | SAP Open, San Jose                           | Cemento (i) | Daniel Nestor    | Brian MacPhie Gary Muller            | 6–4, 6–7, 5–7         |
| 7.     | 31 marzo 1997     | Miami Masters, Miami                         | Cemento     | Daniel Nestor    | Todd Woodbridge Mark Woodforde       | 7–6, 7–6              |
| 8.     | 8 giugno 1998     | Open di Francia, Parigi                      | Terra rossa | Daniel Nestor    | Jacco Eltingh Paul Haarhuis          | 3–6, 6–3, 3–6         |
| 9.     | 24 agosto 1998    | RCA Championships, Indianapolis              | Cemento     | Daniel Nestor    | Jiří Novák David Rikl                | 2–6, 6–7              |
| 10.    | 14 settembre 1998 | US Open, New York                            | Cemento     | Daniel Nestor    | Cyril Suk Sandon Stolle              | 6–4, 6–7, 2–6         |
| 11.    | 22 novembre 1998  | Tennis Masters Cup, Hartford                 | Sintetico   | Daniel Nestor    | Jacco Eltingh Paul Haarhuis          | 4–6, 2–6, 5–7         |
| 12.    | 8 marzo 1999      | Tennis Channel Open, Scottsdale              | Cemento     | Sandon Stolle    | Justin Gimelstob Richey Reneberg     | 4–6, 7–6(4), 3–6      |
| 13.    | 17 aprile 2000    | Verizon Tennis Challenge, Atlanta            | Terra rossa | Justin Gimelstob | Ellis Ferreira Rick Leach            | 3–6, 4–6              |
| 14.    | 25 febbraio 2002  | ATP Rotterdam, Rotterdam                     | Cemento (i) | Daniel Nestor    | Roger Federer Max Mirnyi             | 6–4, 3–6, [4–10]      |
| 15.    | 11 marzo 2002     | Tennis Channel Open, Scottsdale              | Cemento     | Daniel Nestor    | Bob Bryan Mike Bryan                 | 5–7, 6(6)–7           |
| 16.    | 10 giugno 2002    | Open di Francia, Parigi                      | Terra rossa | Daniel Nestor    | Paul Haarhuis Yevgeny Kafelnikov     | 5–7, 4–6              |
| 17.    | 8 luglio 2002     | Torneo di Wimbledon, Londra                  | Erba        | Daniel Nestor    | Jonas Björkman Todd Woodbridge       | 1–6, 2–6, 7–6(7), 5–7 |
| 18.    | 5 agosto 2002     | Canada Masters, Toronto                      | Cemento     | Daniel Nestor    | Bob Bryan Mike Bryan                 | 6–4, 6(1)–7, 3–6      |
| 19.    | 14 ottobre 2002   | Grand Prix de Tennis de Lyon, Lione          | Sintetico   | Daniel Nestor    | Wayne Black Kevin Ullyett            | 4–6, 6–3, 6(3)–7      |
| 20.    | 28 ottobre 2002   | Swiss Indoors, Basilea                       | Sintetico   | Daniel Nestor    | Bob Bryan Mike Bryan                 | 6(1)–7, 5–7           |
| 21.    | 6 gennaio 2003    | Qatar Open, Doha                             | Cemento     | Daniel Nestor    | Martin Damm Cyril Suk                | 4–6, 6(8)–7           |
| 22.    | 27 gennaio 2003   | Australian Open, Melbourne                   | Cemento     | Daniel Nestor    | Michaël Llodra Fabrice Santoro       | 4–6, 6–3, 3–6         |
| 23.    | 14 giugno 2004    | Queen's Club Championships, Londra           | Erba        | Daniel Nestor    | Bob Bryan Mike Bryan                 | 4–6, 4–6              |
| 24.    | 14 febbraio 2005  | Marseille Open, Marsiglia                    | Cemento (i) | Daniel Nestor    | Martin Damm Radek Štěpánek           | 6(4)–7, 6(5)–7        |
| 25.    | 7 novembre 2005   | Paris Masters, Parigi                        | Sintetico   | Daniel Nestor    | Bob Bryan Mike Bryan                 | 4–6, 7–6(3), 4–6      |
| 26.    | 20 febbraio 2006  | Marseille Open, Marsiglia                    | Cemento (i) | Daniel Nestor    | Martin Damm Radek Štěpánek           | 2–6, 7–6(4), [3–10]   |
| 27.    | 6 marzo 2006      | Dubai Tennis Championships, Dubai            | Cemento     | Daniel Nestor    | Paul Hanley Kevin Ullyett            | 6–1, 2–6, [1–10]      |
| 28.    | 22 maggio 2006    | Hamburg Masters, Amburgo                     | Terra rossa | Daniel Nestor    | Paul Hanley Kevin Ullyett            | 2–6, 6(8)–7           |
| 29.    | 23 ottobre 2006   | Madrid Open, Madrid                          | Cemento (i) | Daniel Nestor    | Bob Bryan Mike Bryan                 | 5–7, 4–6              |
| 30.    | 20 novembre 2006  | Tennis Masters Cup, Shanghai                 | Cemento (i) | Daniel Nestor    | Jonas Björkman Max Mirnyi            | 2–6, 4–6              |
| 31.    | 15 gennaio 2007   | Sydney International, Sydney                 | Cemento     | Daniel Nestor    | Paul Hanley Kevin Ullyett            | 4–6, 7–6(3), [6–10]   |
| 32.    | 19 febbraio 2007  | Marseille Open, Marsiglia                    | Cemento (i) | Daniel Nestor    | Arnaud Clément Michaël Llodra        | 5–7, 6–4, [8–10]      |
| 33.    | 16 aprile 2007    | U.S. Men's Clay Court Championships, Houston | Terra rossa | Daniel Nestor    | Bob Bryan Mike Bryan                 | 6(3)–7, 4–6           |
| 34.    | 28 ottobre 2007   | Swiss Indoors, Basilea                       | Sintetico   | James Blake      | Bob Bryan Mike Bryan                 | 1–6, 1–6              |
| 35.    | 26 marzo 2008     | Miami Masters, Miami                         | Cemento     | Mahesh Bhupathi  | Bob Bryan Mike Bryan                 | 2–6, 2–6              |
| 36.    | 27 aprile 2008    | Monte Carlo Masters, Monte Carlo             | Terra rossa | Mahesh Bhupathi  | Rafael Nadal Tommy Robredo           | 3–6, 3–6              |
| 37.    | 23 agosto 2008    | Pilot Pen Tennis, New Haven                  | Cemento     | Mahesh Bhupathi  | Marcelo Melo André Sá                | 5–7, 2–6              |
| 38.    | 13 ottobre 2008   | Madrid Open, Madrid                          | Cemento (i) | Mahesh Bhupathi  | Mariusz Fyrstenberg Marcin Matkowski | 4–6, 2–6              |
| 39.    | 31 gennaio 2009   | Australian Open, Melbourne                   | Cemento     | Mahesh Bhupathi  | Bob Bryan Mike Bryan                 | 6–2, 5–7, 0–6         |
| 40.    | 26 aprile 2009    | Torneo Godó, Barcellona                      | Terra rossa | Mahesh Bhupathi  | Daniel Nestor Nenad Zimonjić         | 3–6, 6(9)–7           |
| 41.    | 13 settembre 2009 | US Open, New York                            | Cemento     | Mahesh Bhupathi  | Lukáš Dlouhý Leander Paes            | 6–3, 3–6, 2–6         |
| 42.    | 11 ottobre 2009   | China Open, Pechino                          | Cemento     | Andy Roddick     | Bob Bryan Mike Bryan                 | 4–6, 2–6              |
| 43.    | 25 aprile 2010    | Torneo Godó, Barcellona                      | Terra rossa | Lleyton Hewitt   | Daniel Nestor Nenad Zimonjić         | 6–4, 3–6, [6–10]      |
| 44.    | 14 novembre 2010  | BNP Paribas Masters, Parigi                  | Cemento (i) | Andy Ram         | Mahesh Bhupathi Max Mirnyi           | 5–7, 5–7              |